# Elekcja 1648
Wybór nowego monarchy Rzeczypospolitej Obojga Narodów po śmierci króla Władysława IV Wazy 20 maja 1648 roku. Elekcja rozpoczęła się 6 października 1648 roku, a zakończyła 20 listopada 1648 roku obraniem Jana Kazimierza Wazy na króla Polski i wielkiego księcia litewskiego.

## Przed elekcją. Kandydaci

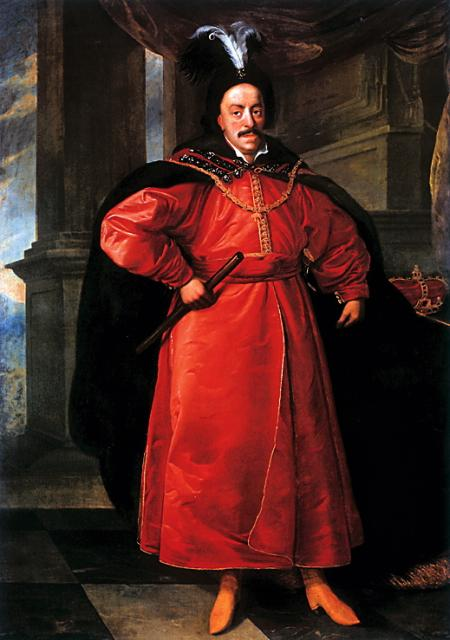
Jan Kazimierz, malowidło Daniel Schultz

Śmierć Władysława Wazy w Mereczu na Litwie nie była zaskoczeniem, gdyż król od lat cierpiał na podagrę i chorobę nerek. Wypadła jednak w groźnym dla państwa okresie Powstania Chmielnickiego. Zgodnie z ustalonym podczas ostatnich trzech bezkrólewi zwyczajem władzę w Rzeczypospolitej objął interrex – prymas Maciej Łubieński, niemniej ze względu na podeszły wiek, inicjatywę podczas interregnum przejął kanclerz wielki koronny Jerzy Ossoliński. Znaczący wpływ na przebieg przyszłej elekcji miała wojna na Ukrainie. Dwa stronnictwa, które wówczas wykształciły się: ugodowe pod przewodnictwem Ossolińskiego i wojewody bracławskiego Adama Kisiela oraz wojenne, skupione wokół Jeremiego Wiśniowieckiego i Aleksandra Koniecpolskiego stanowiły strony popierające odmiennych kandydatów. Jana Kazimierza poparło stronnictwo ugodowe i wdowa po królu Ludwika Maria, zaś jego brata Karola Ferdynanda, biskupa wrocławskiego stronnictwo wojenne oraz biskupi katoliccy. Poza dwoma braćmi zmarłego króla, poważnym kandydatem do tronu był również Zygmunt Rakoczy (1622–1652), syn księcia siedmiogrodzkiego Jerzego Rakoczego. Jako protestant cieszył się głównie poparciem dyzunitów, dysydentów protestanckich i prawosławnych oraz początkowo przywódcy rebelii kozackiej Bohdana Chmielnickiego.
Sejm konwokacyjny, który obradował w Warszawie od 16 lipca do 1 sierpnia 1648 stał się areną starć między obiema frakcjami. Winnych wybuchu powstania na Ukrainie znajdowano w osobach zmarłego króla i kanclerza Ossolińskiego. Pomimo sporów sejm konwokacyjny przekształcony w konfederację generalną zgodził się na propozycję Ossolińskiego by rozpocząć rokowania z Bohdanem Chmielnickim w celu rozbicia sojuszu kozacko-tatarskiego, jednocześnie ustanawiając komendę nad wojskiem w osobach trzech regimentarzy.

## Elekcja

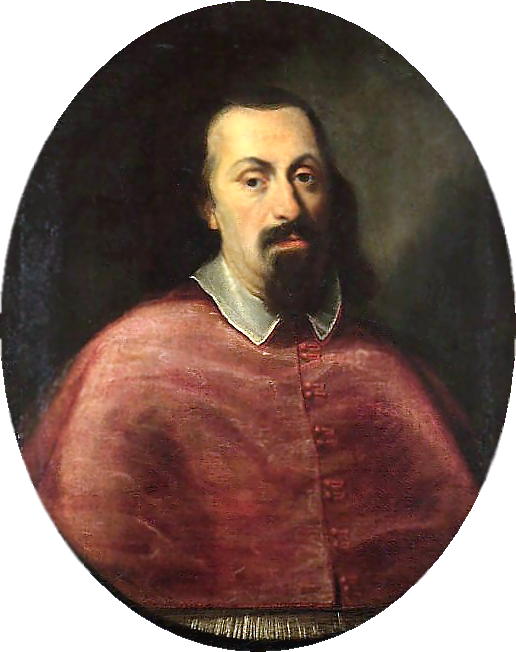
Karol Ferdynand Waza, malowidło Daniel Schultz

Na elekcję, która rozpoczęła się 6 października 1648 roku cień rzuciła druzgocąca klęska wojsk Rzeczypospolitej pod Piławcami. Choć za klęskę zgodnie obwiniani byli regimentarze Zasławski, Ostroróg i Koniecpolski, czyli zwolennicy kandydatury Karola Ferdynanda, wynik elekcji był niepewny. Podobnie jak podczas elekcji w 1587 roku, magnaccy stronicy obu kandydatów rozlokowali wokół pola elekcyjnego własne oddziały wojska. Obawiano się, że wobec prawie równych szans obu kandydatów – Jana Kazimierza i Karola Ferdynanda może dojść do podwójnej elekcji. Sytuacji nie zmieniało poparcie dane Janowi Kazimierzowi przez wdowę po królu Władysławie Ludwikę Marię oraz dwory Francji, Brandenburgii i Szwecji. Zwycięstwem obozu Jana Kazimierza było powołanie na marszałka sejmu, przychylnego starszemu królewiczowi Filipa Kazimierza Obuchowicza. Trzeci poważny kandydat, Zygmunt Rakoczy przestał się liczyć po śmierci swojego ojca Jerzego I Rakoczego 11 października. Wtedy to popierający kandydaturę siedmiogrodzką hetman Janusz Radziwiłł zawarł porozumienie z Janem Kazimierzem. W zamian za obietnice spełnienia postulatów protestantów i prawosławnych królewicz zyskał poparcie obozu dysydenckiego. Zwycięstwo Jana Kazimierza przypieczętował stojący pod Zamościem z 200-tysięczną armią Bohdan Chmielnicki, który w liście do Wiśniowieckiego poparł starania o koronę starszego z braci. Poparcie Chmielnickiego (czyli uznanie Jana Kazimierza królem przez Kozaczyznę) było o tyle istotne, że oznaczało przynajmniej czasowe odłożenie konfrontacji zbrojnej, podczas gdy wybór Karola Ferdynanda byłby jednoznaczny z kontynuowaniem wojny w tragicznych dla strony polsko-litewskiej warunkach. W związku z tym 11 listopada Karol Ferdynand wycofał swoją kandydaturę otrzymując w zamian Księstwo opolsko-raciborskie oraz dwa bogate opactwa w Rzeczypospolitej. Jan Kazimierz obrany został królem 20 listopada 1648 roku, trzy dni później zatwierdził pacta conventa, a prymas Łubieński dokonał aktu nominacji. 17 stycznia 1649 roku w katedrze wawelskiej odbyła się uroczysta koronacja nowego króla.